# Галат, Владимир Александрович
Гала́т (полное имя — Влади́мир Алекса́ндрович Гала́т; род. 1 апреля 1994, Санкт-Петербург) — рэпер, автор-исполнитель, музыкальный продюсер. Бывший участник рэп-проекта «Грехи отцов» и бывший участник российской поп-группы «Френдзона». В 2020 году номинирован в рейтинг 30 самых перспективных россиян до 30 лет по версии Forbes в категории «Музыка».

## Биография

### Ранние годы и юность
Родился и вырос в Санкт-Петербурге, с детства увлекался музыкой. Отец ушёл из семьи из-за увлечения сайентологией, на тот момент Галату было 2 года. Семья была бедная.
В возрасте 13 лет Галат устроился на работу, чтобы помочь маме; работал неполный день, после уроков в школе. На свою первую зарплату купил микрофон, сделал дома студию и начал записывать треки; мог писать по альбому в день.
Первая его работа была в офисе в юридической организации, откуда позже его уволили, а организация обанкротилась и закрылась. После этого Галат пошёл работать в колл-центр, доставлял продукты в супермаркет, наносил принты на футболки. Работал он на этих работах не больше месяца. Позже друг позвал его работать в строительную компанию, он уволился оттуда, потому что лег в больницу и после этого решил полностью посвятить себя музыке.

### Карьера баттл-рэпера и участника «Грехи отцов» (2011—2017)
В 2012 году Владимир Галат вступил в группу «Грехи отцов». В группе он выпустил свой первый мини-альбом «За скорбь и за радость». Но в 2013 году группа распалась из-за разногласий с рэпером D.masta.
9 сентября 2013 года вышел первый выпуск Versus-Battle с участием Галата против участника Хохол. Галат проиграл с рейтингом 0:3.
1 сентября 2015 года Галат выпустил свой первый сольный клип «Тинейджер». 7 декабря 2015 года вышел первый сольный мини-альбом Silence, в который вошла песня «Тинейджер».
3 декабря 2016 года вышел альбом «Умер и мир ему» включающий в себя 12 треков и песни «Молодость погубит нас», «В рай нас не пустят» и «Пора понять — Галат талант», на которые вышли клипы. После выхода альбома был объявлен первый концертный тур.
13 января 2017 года Галат выступил для мужского журнала Maxim с песней «Кобейн».
В июле 2017 года Галат выпустил альбом «Youth», включающий в себя 9 треков и песни «Youth» и «Что ты сделаешь сегодня», на которые вышли клипы.

### Карьера в группе «Френдзона» (2017—2022)
В середине августа 2017 года Галат искал артистов, которые пробовались в качестве разогрева на концерт, он познакомился с Глебом Лысенко под псевдонимом Триппи; Галат прислал ему текст и попросил спеть. Спустя 30 минут они решили записать альбом для группы «Френдзона». 11 сентября 2017 года у Галата вышла песня «Разбуди меня весной», в которой Глеб исполнил припев.
Галат  начал заниматься написанием альбома вместе с Глебом; позже позвал в группу Мэйби Бэйби и Валеру Диджейкина.
Для того, чтобы заработать на продвижение группы он участвовал в Versus Battle. За участие в одном баттле платили 70 тысяч рублей.
26 апреля 2018 года вышел дебютный альбом группы под названием «Флирт на вписке». Галат старался скрывать своё участие в группе, но через год после выхода альбома раскрыл себя. Однако и до этого крупные издания и фанаты догадывались, что он имеет отношение к группе.
18 июня 2021 года Галат под псевдонимом Кроки выпустил совместную песню с Мэйби Бэйби «Банда-пропаганда».

### Сольная карьера (2022)
22 июля 2022 года выпустил сольный альбом «Хмари».

## Конфликты

### Конфликт с рэпером D.masta
21 сентября 2014 года вышел Versus Battle между Галатом и D.masta, в конце баттла D.masta ударил Галата. Конфликт длился полтора года, когда D.masta ударил по лицу участников группы «Грехи отцов» за нелестные высказывания о нём и его семье. Позже ситуация повторилась, Галат вызвал D.masta на поединок Versus Battle, во время которого оппонент перебивал его. В конце баттла D.masta ударил его. Позже Галат и D.masta встретились на Versus Battle и помирились.

### Конфликт с группой «Каста»
27 июля 2021 года группа «Френдзона» объявили о выходе своего релиза «Альбомба» в сентябре. 28 июля на The Flow появилась новость о выходе нового альбома группы Каста под названием «Альбомба». Группа «Френдзона» и Галат решили, что Каста украли у них название. Позже они пришли к согласию и оба релиза вышли под названием «Альбомба».

## Дискография

### Студийные альбомы
| Название         | Детали                                                                       |
| ---------------- | ---------------------------------------------------------------------------- |
| «Умер и мир ему» | - Релиз: 3 декабря 2016 - Лейбл: независимый - Формат: цифровая дистрибуция  |
| Youth            | - Релиз: 7 июня 2017 - Лейбл: независимый - Формат: цифровая дистрибуция     |
| «2012—2018»      | - Релиз: 20 июля 2020 - Лейбл: Streaming Club - Формат: цифровая дистрибуция |
| «Хмари»          | - Релиз: 22 июля 2022 - Лейбл: Streaming Club - Формат: цифровая дистрибуция |

### Мини-альбомы
| Название              | Детали                                                                       |
| --------------------- | ---------------------------------------------------------------------------- |
| «За скорбь и радость» | - Релиз: 2013 - Лейбл: независимый - Формат: интернет-релиз                  |
| «Больная тема»        | - Релиз: 2015 - Лейбл: независимый - Формат: интернет-релиз                  |
| Silence               | - Релиз: 16 декабря 2015 - Лейбл: независимый - Формат: цифровая дистрибуция |

### Микстейпы
| Название                 | Детали                                                      |
| ------------------------ | ----------------------------------------------------------- |
| «20»                     | - Релиз: 2014 - Лейбл: независимый - Формат: интернет-релиз |
| Enigma (совм. с Jubilee) | - Релиз: 2015 - Лейбл: независимый - Формат: интернет-релиз |

### Синглы
| Год  | Название                                             | Позиция в чартах | Позиция в чартах |
| Год  | Название                                             | YouTube Music    | YouTube Music    |
| ---- | ---------------------------------------------------- | ---------------- | ---------------- |
| 2017 | «Мама, мы всё проебали»                              | —                | —                |
| 2017 | «Разбуди меня весной»                                | —                | —                |
| 2018 | «Kavabanga»                                          | —                | —                |
| 2018 | «Мне похуй»                                          | —                | —                |
| 2021 | «Банда-пропаганда» (как Кроки) [совм. с Мэйби Бэйби] | 18               | 56               |

### В составе группы «Френдзона»
| Название          | Детали                                                                         |
| ----------------- | ------------------------------------------------------------------------------ |
| «Флирт на вписке» | - Релиз: 26 апреля 2018 - Лейбл: Rhymes Music - Формат: цифровая дистрибуция   |
| «Не разлей вода»  | - Релиз: 17 апреля 2020 - Лейбл: Rhymes Music - Формат: цифровая дистрибуция   |
| «Альбомба»        | - Релиз: 17 сентября 2021 - Лейбл: Rhymes Music - Формат: цифровая дистрибуция |

## Продюсерская дискография

### Песни
| Исполнитель | Название   | Альбом           | Прим.                                          |
| ----------- | ---------- | ---------------- | ---------------------------------------------- |
| Дора        | «Дорадура» | «Младшая Сестра» | [ 2 ] [ 4 ] [ 32 ] [ 48 ] [ 55 ] [ 56 ] [ 57 ] |

### Клипы
| Исполнитель | Название    | Роль      | П.     |
| ----------- | ----------- | --------- | ------ |
| Дора        | «Дорадура»  | Сценарист | [ 58 ] |
| Дора        | «Втюрилась» | Сценарист | [ 58 ] |
| Нексюша     | «Фенибут»   | Идея      | [ 58 ] |
| Мэйби Бэйби | «Ахегао»    | Идея      | [ 58 ] |
| Мэйклав     | «Сломанным» | Продюсер  | [ 58 ] |
| «Френдзона» | «Молодость» | Идея      | [ 58 ] |

## Рэп-баттлы

### «Versus»
| Сезон | Выпуск | Соперник     | Результат        | Счёт | Дата выхода     | Прим.        |
| ----- | ------ | ------------ | ---------------- | ---- | --------------- | ------------ |
| 1     | 2      | Хохол        | Проигрыш         | 3:0  | 8 сентября 2013 | [ 9 ] [ 59 ] |
| 1     | 12     | Yanix        | Победа           | 0:3  | 23 ноября 2013  | [ 60 ]       |
| 3     | 7      | Артём Лоик   | Победа           | 3:0  | 21 августа 2016 | [ 59 ]       |
| 3     | 8      | Млечный      | Победа           | 3:0  | 23 октября 2016 | [ 61 ]       |
| 4     | 8      | Obe 1 Kanobe | Баттл не судился | —    | 28 января 2018  | [ 62 ]       |

### «Versus BPM»
| Соперник      | Дата выхода   | Прим.         |
| ------------- | ------------- | ------------- |
| Mozee Montana | 8 апреля 2018 | [ 63 ] [ 64 ] |

### «Versus: Межсезонье»
| Выпуск | Соперник | Результат                                            | Дата выхода      | Прим.               |
| ------ | -------- | ---------------------------------------------------- | ---------------- | ------------------- |
| 1      | D.masta  | Баттл аннулирован (D.masta начал драку с соперником) | 21 сентября 2014 | [ 9 ] [ 46 ] [ 47 ] |

### «Versus Main Event»
| Выпуск | Соперник                                | Результат | Дата выхода    | Прим.  |
| ------ | --------------------------------------- | --------- | -------------- | ------ |
| 11     | Re-Pac                                  | Ничья     | 27 апреля 2014 | [ 65 ] |
| 20     | Tanir & Карабин (против Галата и Heavy) | Победа    | 12 января 2014 | [ 66 ] |

## Награды и номинации
В 2020 году был номинирован на премию «30 самых перспективных россиян до 30 лет» в категории «Музыка» по версии журнала Forbes.